# Иваново (станция)
Ива́ново — узловая железнодорожная станция Ярославского региона Северной железной дороги, находящаяся в городе Иванове, административном центре Ивановской области. Не электрифицирована.
Здесь же расположен главный железнодорожный вокзал города, построенный в 1933 году в стиле конструктивизм. Вокзал является памятником архитектуры регионального значения. Находится между станциями Иваново-Сортировочное, Текстильный и Строкино.
Согласно долгосрочной программе развития ОАО «Российские железные дороги» до 2025 года, будут электрифицированы участки железной дороги от Иванова до станции Нерехта — направление на Ярославль и Санкт-Петербург, а также от Иванова до станции Новки — направление на Москву.

## Дореволюционные вокзалы
Необходимость железной дороги для Иванова и Вознесенского посада — центров текстильной промышленности была осознана в 1860-х годах. Шуйско-Ивановская железная дорога была построена в рекордные сроки главным образом на деньги фабрикантов, её торжественное открытие состоялось 15 сентября 1868 года. Основные мероприятия проходили в новом деревянном двухэтажном вокзале, построенном на окраине Вознесенского посада.
В 1894 году возведён новый вокзал в русском стиле, сохранившийся до наших дней на пл. Генкиной. Центральная кирпичная часть завершается резной башенкой. Боковые крылья — деревянные, стилизованы под крестьянские дома и богато украшены резьбой. В 1911 году в здании был установлен первый в городе телефон-автомат. По состоянию на начало 2020-х годов, в этом вокзале размещается магазин «Кенгуру».
К началу XX века вокзал стал слишком тесен, и был подготовлен проект нового здания, которое должно было расположиться в местечке Хуторове (ныне конец пр. Ленина у моста через железнодорожные пути). В 1912 году проект был утверждён, но из-за войны не был доведён до строительства.

## Современный вокзал
Первые послереволюционные десятилетия — время стремительного развития города Иванова, ставшего своего рода «полигоном» для апробации экспериментов архитекторов советского авангарда. В 1930 году опубликован генеральный план города, по которому предполагалось создание крупной привокзальной площади и строительство здания вокзала.
Проект нового, третьего по счёту, вокзала в конструктивистском стиле представил архитектор В. М. Каверинский в 1930 году. Вокзал был рассчитан на одновременное пребывание 2,5 тыс. человек в одном огромном зале. Строительство затягивалось и открытие вокзала, ставшего седьмым по вместимости в СССР, произошло 15 января 1933 года.
В 1950-е годы произведена значительная реконструкция: заменены конструкции покрытий, большой зал был разделён на два, в залах возведены колонны для поддержки нового покрытия, уменьшены огромные размеры остеклённых проёмов залов. В 1980-е годы осуществлена реконструкция одного из залов.
В 2018 году была начата реконструкция вокзала по проекту московского архитектурного бюро Faber Group. Вокзал открылся после реконструкции в 2020 году. «Синий зал», оформленный в духе 1950-х годов, служит как зал ожидания для пассажиров. «Красный зал» планируют использовать как выставочное пространство. В результате реконструкции 2018—2020 годов было несколько изменено первоначальное композиционное решение главного фасада здания, что вызвало споры среди специалистов. Однако тщательно сохранены и преображены интерьеры. Для «синего зала» характерны гипсовый (при ремонте заменён копиями из стеклофибробетона) лепной декор, мозаики над проходами, метлахские полы. В результате ремонта «синего зала» на колоннах появился узор из знаменитых агитационных ивановских ситцев. «Красный зал» выделяется потолком из анодированного алюминия, круглыми колоннами и в целом модернистским духом. Дизайнеры в ходе работ 2018—2020 годов решили не перегружать его мебелью. Символ московской Олимпиады 1980 года на полу подсветили и поместили под стекло.
Проект реконструкции вокзала стал победителем третьего международного конкурса «Золотой Трезини-2020» в номинации «Лучший реализованный проект реставрации/реконструкции».
В августе 2021 года в рамках празднования 150-летия Иванова на реконструированном вокзале открылась первая в России арт-резиденция, в инсталляции которой, ставшей первой частью проекта, представлены 12 масштабных полотен, изготовленных на фабрике «Красная Талка» и расписанных современными художниками.

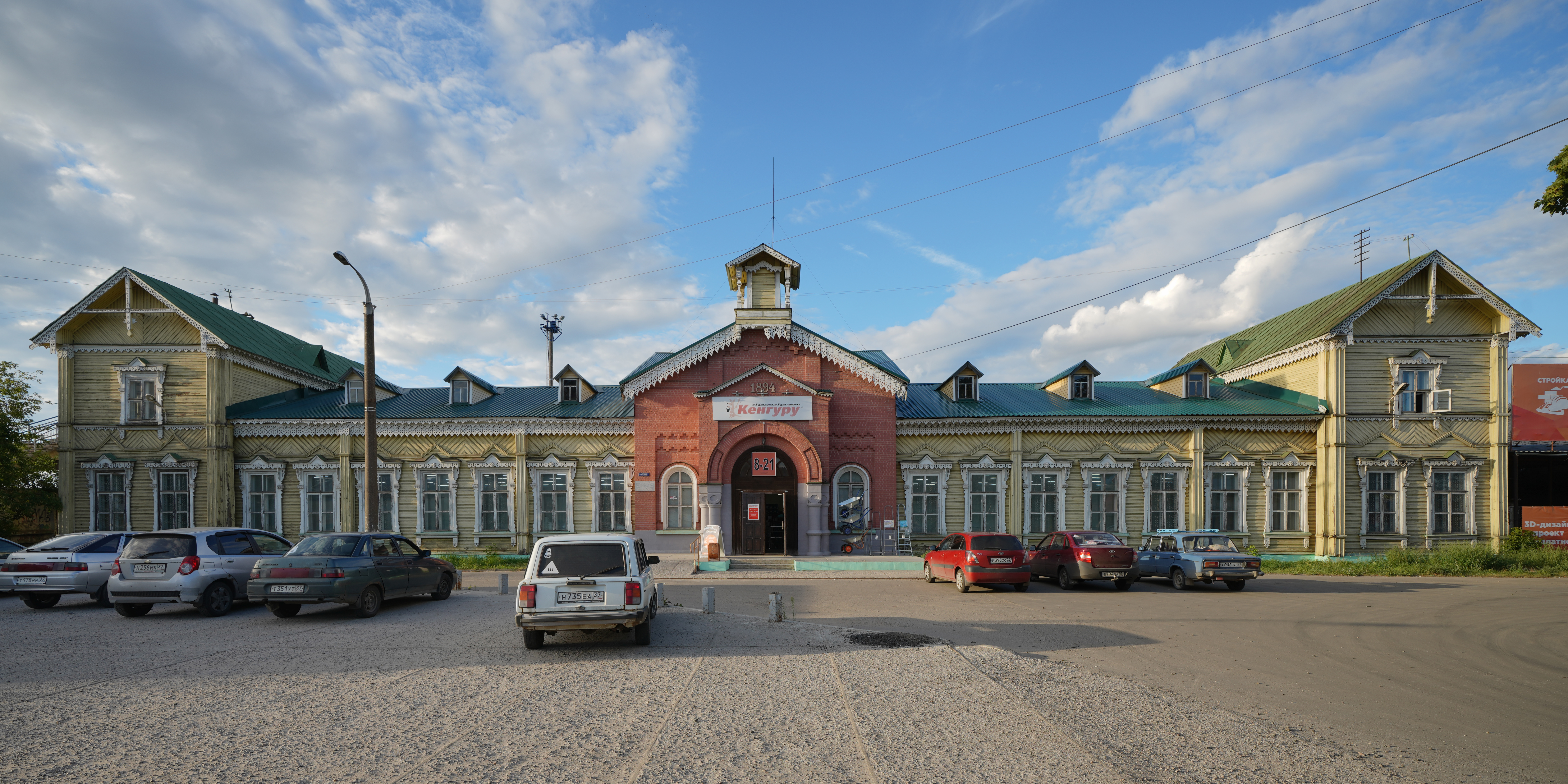
Старый железнодорожный вокзал
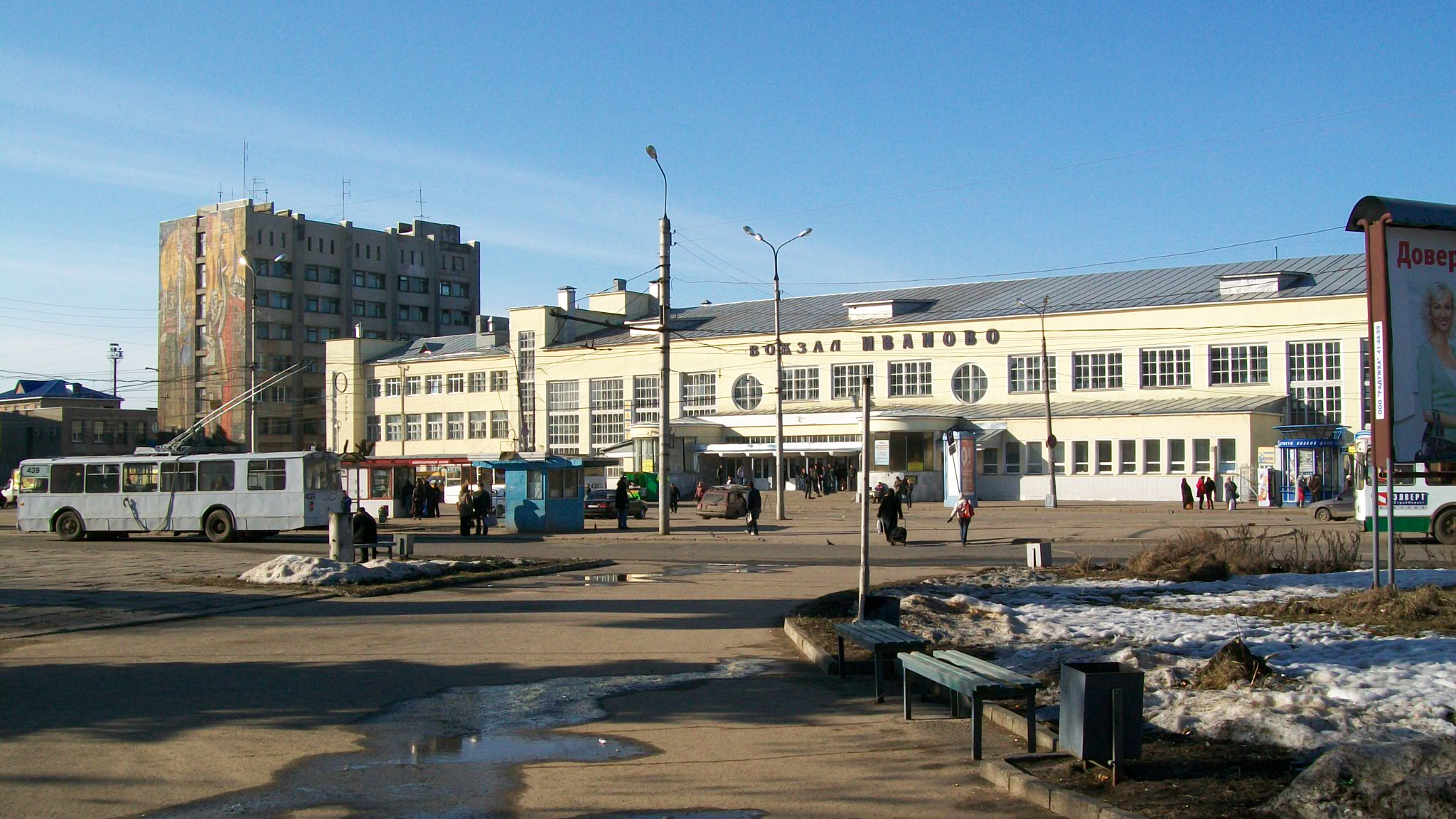
Вокзал перед реконструкцией
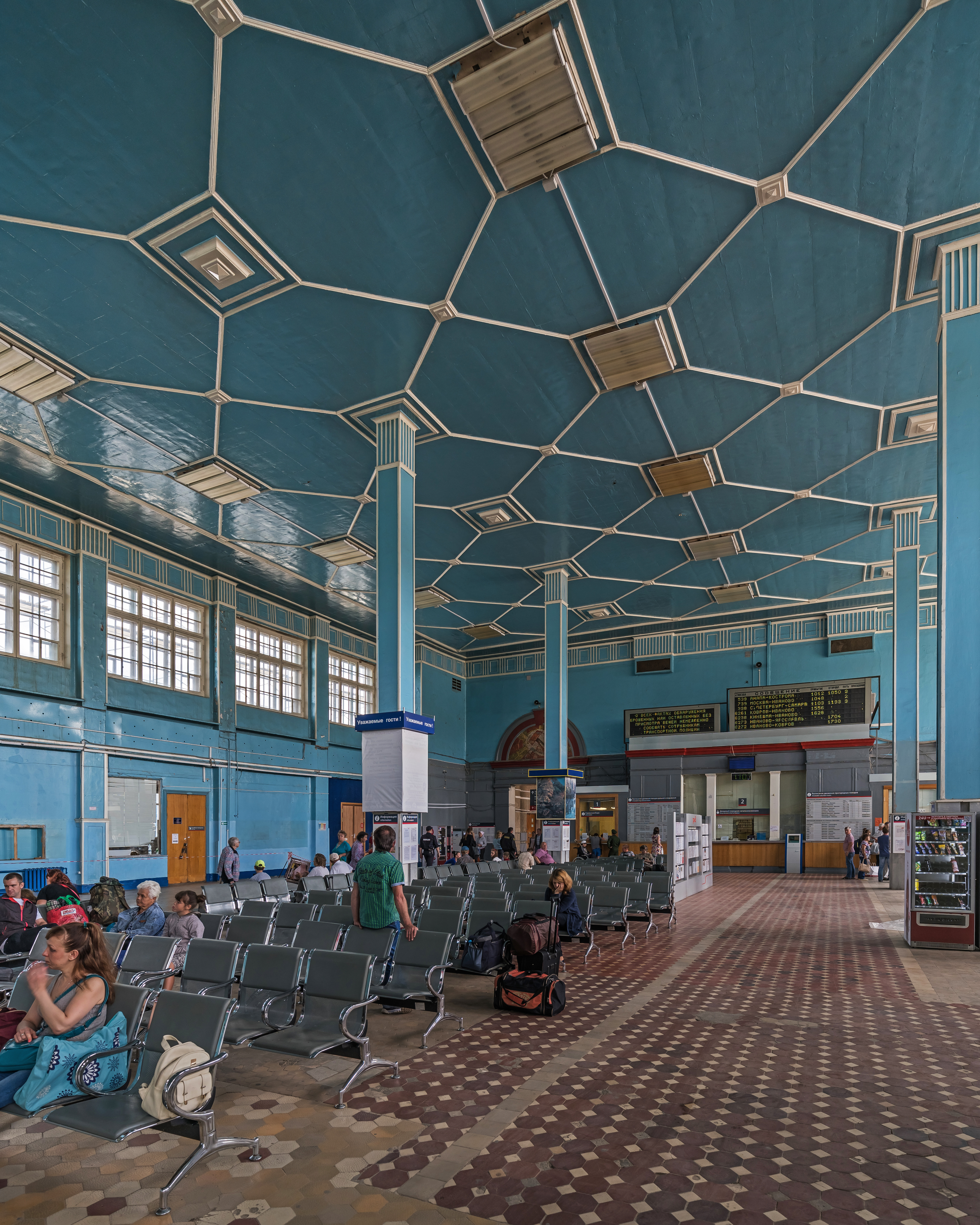
Интерьер вокзала перед реконструкцией
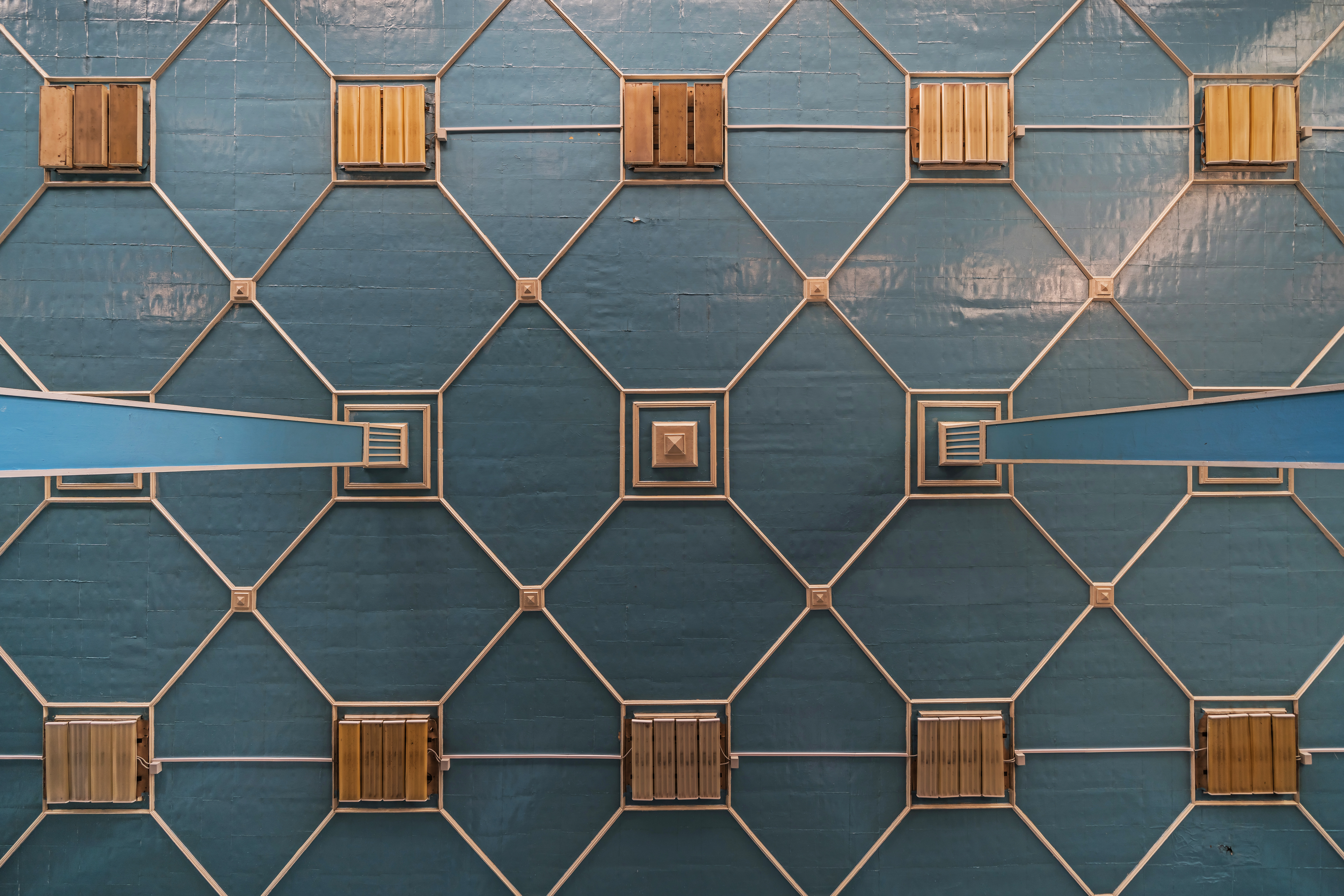
Интерьер вокзала перед реконструкцией: фрагмент потолка
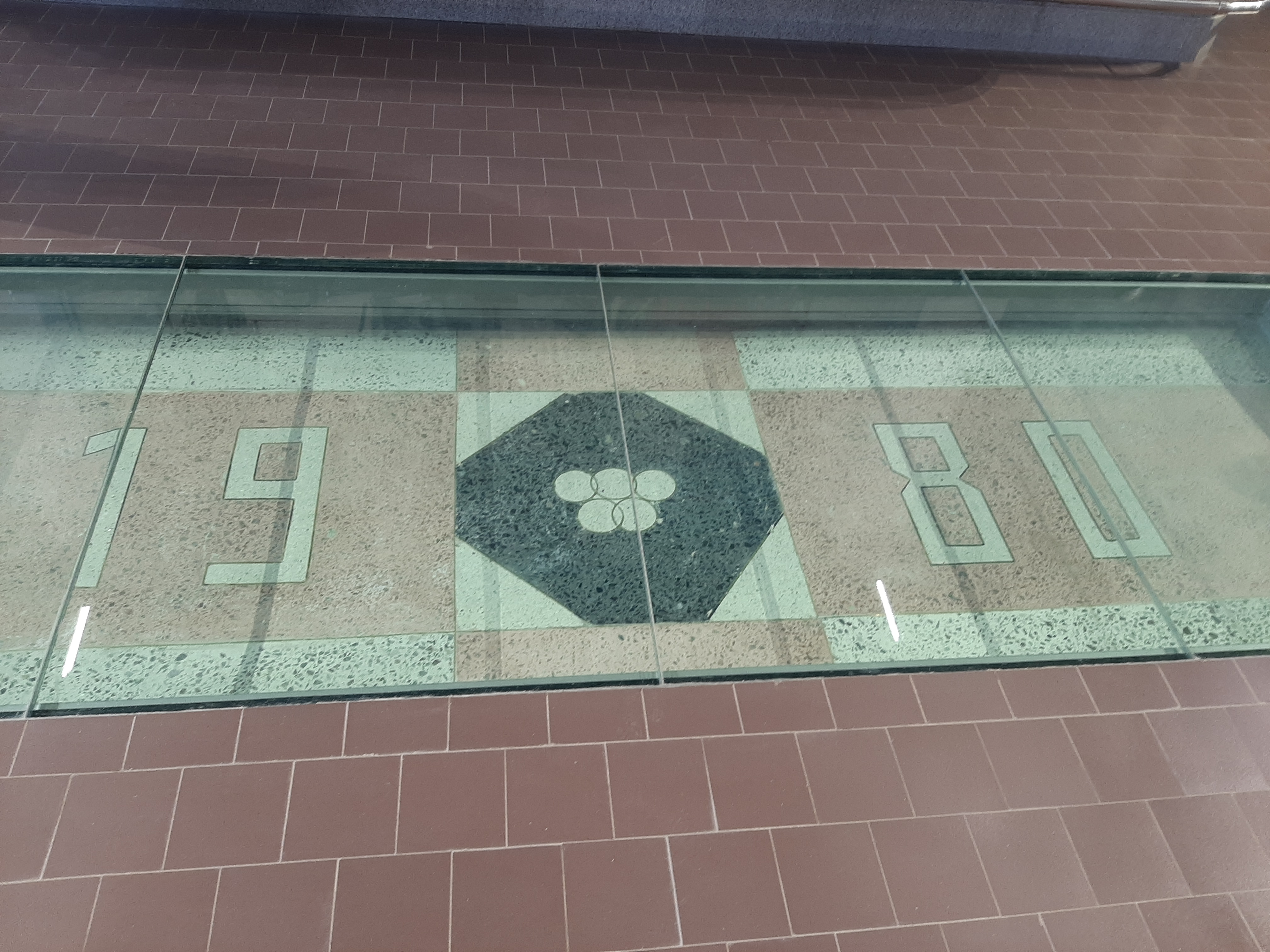
Символ Олимпиады после реконструкции
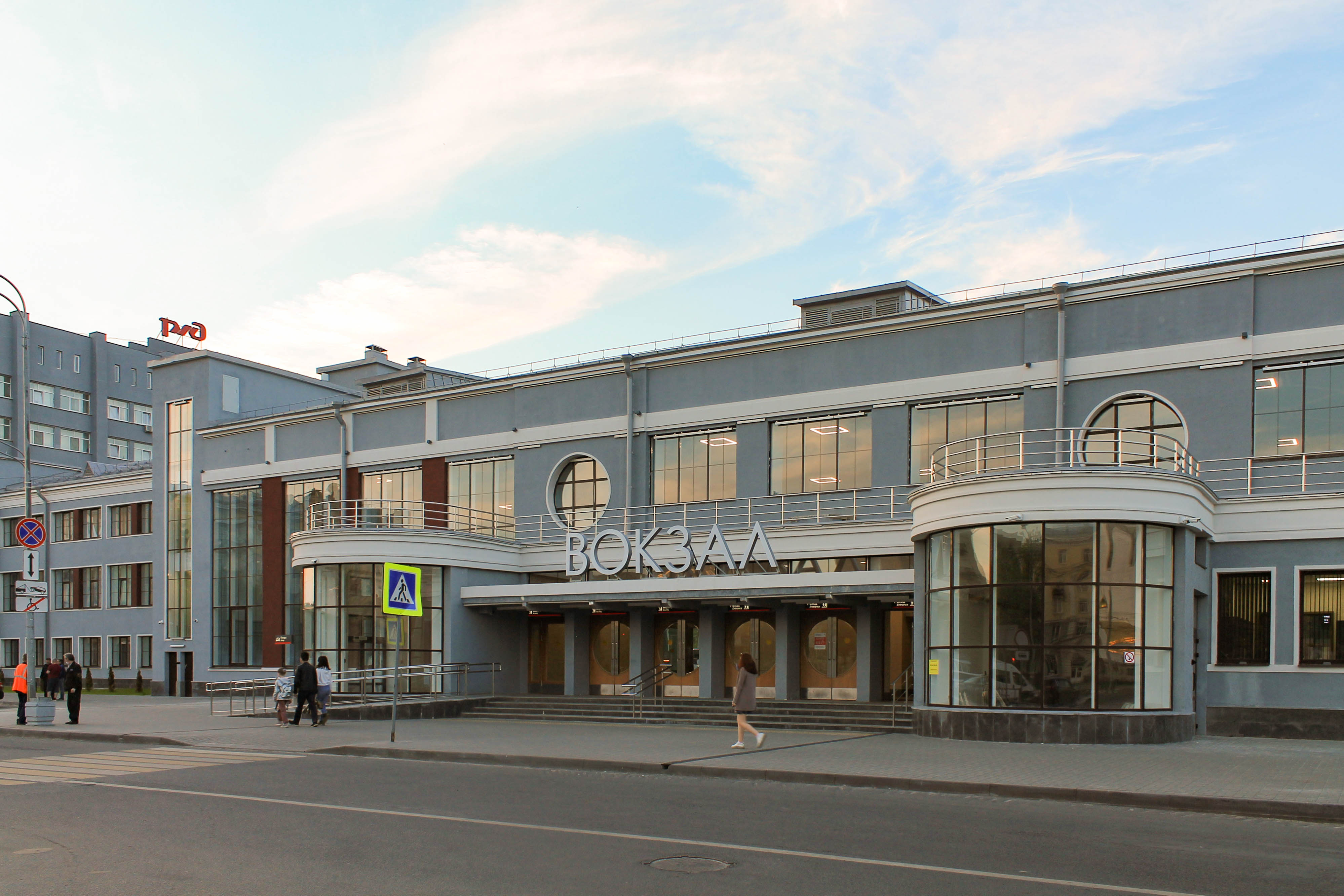
Входная группа после реконструкции

## Деятельность
По объёму работы относится к вокзалам первого класса. Станция открыта для грузовой работы.
Коммерческие операции, выполняемые на станции:
- продажа пассажирских билетов[2];
- приём и выдача багажа[2];
- приём и выдача повагонных отправок грузов (открытые площадки)[2];
- приём и выдача мелких отправок грузов (крытые склады)[2];
- приём и выдача повагонных и мелких отправок грузов (подъездные пути)[2];
- приём и выдача повагонных отправок грузов (крытые склады)[2];
- приём и выдача грузов в универсальных контейнерах (3 и 5 тонн)[2].

## Дальнее следование по станции
По состоянию на июнь 2025 года через станцию курсируют следующие поезда дальнего следования:
| Круглогодичное обращение поездов | Круглогодичное обращение поездов              | Круглогодичное обращение поездов | Круглогодичное обращение поездов              |
| № поезда                         | Маршрут движения                              | № поезда                         | Маршрут движения                              |
| -------------------------------- | --------------------------------------------- | -------------------------------- | --------------------------------------------- |
| 45 «Текстильный край»            | Иваново — Санкт-Петербург                     | 46 «Текстильный край»            | Санкт-Петербург — Иваново                     |
| 337                              | Самара — Санкт-Петербург                      | 338                              | Санкт-Петербург — Самара                      |
| 347                              | Уфа — Санкт-Петербург                         | 348                              | Санкт-Петербург — Уфа                         |
| 412/411                          | Кинешма — Москва                              | 412/411                          | Москва — Кинешма                              |
| 717 «Ласточка»                   | Москва — Иваново                              | 718 «Ласточка»                   | Иваново — Москва                              |
| 737 «Ласточка»                   | Москва — Иваново                              | 738 «Ласточка»                   | Иваново — Москва                              |
| 739 «Ласточка»                   | Москва — Иваново                              | 740 «Ласточка»                   | Иваново — Москва                              |
| 837 «Ласточка»                   | Москва — Иваново                              | 838 «Ласточка»                   | Иваново — Москва                              |
| 742Р «Ласточка»                  | Иваново — Московский вокзал (Нижний Новгород) | 741Р «Ласточка»                  | Московский вокзал (Нижний Новгород) — Иваново |

| Сезонное обращение поездов | Сезонное обращение поездов | Сезонное обращение поездов | Сезонное обращение поездов |
| № поезда                   | Маршрут движения           | № поезда                   | Маршрут движения           |
| -------------------------- | -------------------------- | -------------------------- | -------------------------- |
| 496/495                    | Кострома — Адлер           | 496/495                    | Адлер — Кострома           |
| 540/539                    | Кострома — Анапа           | 540/539                    | Анапа — Кострома           |
| 673                        | Иваново — Москва           | 674                        | Москва — Иваново           |

| Пригородное сообщение по станции | Пригородное сообщение по станции | Пригородное сообщение по станции | Пригородное сообщение по станции |
| № поезда                         | Маршрут движения                 | № поезда                         | Маршрут движения                 |
| -------------------------------- | -------------------------------- | -------------------------------- | -------------------------------- |
| 6236                             | Кинешма — Иваново                | 6239                             | Иваново — Кинешма                |
| 6237                             | Иваново — Кинешма                | 6238                             | Кинешма — Иваново                |
| 6261                             | Ковров I — Иваново               | 6262                             | Иваново — Ковров I               |
| 6271                             | Ковров I — Иваново               | 6272                             | Иваново — Ковров I               |
| 6283                             | Иваново — Юрьев-Польский         | 6284                             | Юрьев-Польский — Иваново         |
| 6287/6491                        | Иваново — Александров I          | 6492/6288                        | Александров I — Иваново          |

## Адрес вокзала
- 153000, Россия, г. Иваново, Вокзальная пл., 3